# Helmut Branny
Helmut Branny (* 1957 in der DDR) ist ein deutscher Dirigent, Kontrabassist und Professor für Kammermusik an der Hochschule für Musik Carl Maria von Weber Dresden. Er ist Mitglied der Sächsischen Staatskapelle Dresden, Musikalischer Leiter der Dresdner Kapellsolisten und der Cappella Musica Dresden.

## Werdegang
Helmut Branny, 1957 im sächsischen Erzgebirge geboren, studierte von 1973 bis 1979 an der Hochschule für Musik Carl Maria von Weber Dresden im Hauptfach Kontrabass. Im Anschluss daran wurde er an die Sächsischen Staatskapelle Dresden verpflichtet.
Seit dem Gründungsjahr 1994 leitet er die Dresdner Kapellsolisten. Mit dem Kammerorchester gastierte er in Europa und Asien u. a. in der Berliner Philharmonie, Kölner Philharmonie, Mailänder Scala, Warschau, Zagreb, Tokio, Osaka, Seoul sowie bei Festivals wie dem Rheingau Musik Festival, Kissinger Sommer, MDR-Musiksommer, Festival Mitte Europa, Janáček Music Festival, Festspiele Mecklenburg-Vorpommern und den Walkenrieder Kreuzgangkonzerten.
Unter seiner Leitung konzertierten auch Solisten wie Alison Balsom, Albrecht Mayer, Martin Stadtfeld, Matthias Goerne, Gábor Boldoczki, Nils Mönkemeyer, Dorothee Oberlinger, Sergei Nakarjakow oder Lise de la Salle. Neben seiner Mitgliedschaft in der Sächsischen Staatskapelle Dresden hat er seit 1995 an der Hochschule für Musik Carl Maria von Weber Dresden einen Lehrauftrag und seit 2003 eine Professur für Kammermusik inne. Sein Engagement in Dresden führte ihn u. a. an die Frauenkirche, zu den Dresdner Musikfestspielen und dem Moritzburg Festival. Mit dem Dresdner Kreuzchor pflegt Helmut Branny und die Dresdner Kapellsolisten eine langjährige künstlerische Beziehung. Ebenfalls obliegt ihm die musikalische Leitung der 1995 gegründeten Cappella Musica Dresden, die sich in jüngerer Zeit als wohl einziges Dresdner Kulturensemble der populären Musik um Johann Strauss (Sohn) in dessen Verbindung zu Dresden widmet.
Des Weiteren ist er ein Kammermusikpartner der Akademie für Alte Musik Berlin, Freiburger Barockorchester, Mitteldeutsche Barocksolisten Leipzig oder „Les amis de Philippe“ Bremen. Künstlerische Projekte verbanden bzw. verbinden ihn u. a. mit Peter Schreier und Jan Vogler. Neben seiner Beschäftigung mit Alter Musik setzt sich Helmut Branny auch mit zeitgenössischen Musik auseinander. So brachte er einige Werke der Komponisten Rainer Lischka, Takashi Yoshimatsu oder Berthold Paul zur Uraufführung und interpretierte Wolfgang Rihm sowie Kazimierz Serocki.
Verschiedene CD-Einspielungen mit ihm sind auf dem Tonträgermarkt erhältlich.

## Preise und Auszeichnungen
2010: ECHO Klassik – „Konzerteinspielung des Jahres“ (Weichet Nur, Betrübte Schatten)

## Diskografie (Auswahl)
- Jubilate Deo (VEB Deutsche Schallplatten Berlin, 1988)
- Joseph Haydn: Konzert für Oboe und Orchester C-Dur (Sächsische Tonträger, 1995?)[5]
- Joseph Haydn: Sinfonie G-Dur Nr. 94 „mit dem Paukenschlag“ (Günter Voigt, Jan Vogler, 1996)
- Wolfgang Amadeus Mozart: Sinfonie A-Dur KV 134 (Sächsische Tonträger, 1997)
- Mit Pauken und Trompeten (Sächsische Tonträger, 1997)
- Wolfgang Amadeus Mozart: Sinfonien und Serenaden (B.T.M., 2004)[6]
- Mit Pauken und Trompeten (B.T.M., 2004)
- Wolfgang Amadeus Mozart: Konzert für Flöte, Harfe und Orchester KV 299 C-Dur (B.T.M., 2004)
- Wolfgang Amadeus Mozart: Berühmte Bläserkonzerte (B.T.M., 2004)
- Zeitgenossen – Musik der Zeit / 28. Dresdner Konzerte (Wolfgang Smitmans, 2007)[7]
- Jan Vogler: my tunes / 1. (Sony BMG Music Entertainment, 2007)
- Schubert / Mendelssohn / Schumann: Weichet nur, betrübte Schatten (Sony Music Entertainment, 2009)
- Joseph Haydn: Symphonies 26, 43 & 83 (Sony Music Entertainment, 2009)
- Dennis (Sony Music Entertainment, 2009)
- Jan Vogler: my tunes / 2. (Sony Music Entertainment, 2010)
- Elin Kolev (Sony Music Entertainment, 2011)
- Bach / Corelli / Händel / Telemann / Torelli / Vivaldi: Festliches Konzert (ARS Produktion, 2015)[8] → Konzertmitschnitt: Villa Hügel (Essen), 8. Dezember 2013

## Kritiken
„Ein Magier vor seinen Musikern, der er zudem meisterhaft versteht, die sensibelsten Impulse zu setzen“

„Dirigent und Kontrabassist Helmut Branny, dessen künstlerische Arbeit von Facettenreichtum geprägt ist“

„Vollblutmusiker am Dirigentenpult und am Kontrabass“